# 진장중학교
진장중학교(珍庄中學校)는 대한민국 울산광역시 북구 진장동에 있는 공립 중학교이다.

## 학교 연혁
- 2004년 3월 1일 : 개교 (12학급 일반학급 11, 특수학급 1)
- 2007년 4월 1일 : 청아관 개관
- 2023년 2월 10일 : 제17회 졸업식(4학급 98명, 졸업생 누계 4,182명)
- 2023년 3월 2일 : 제20회 입학(5학급 116명)
- 2023년 9월 1일 : 제10대 차현주 교장 취임

## 참고 자료
- 진장중학교 - 한국교육학술정보원 학교알리미